# Robert Fransson
Robert Staffan Fransson, född 7 augusti 1971, är en svensk skådespelare. Han är född och uppväxt i Kalmar, Småland.
Han studerade 1995–1999 vid Teaterhögskolan i Stockholm och har haft teaterroller vid Dramaten, Orionteatern, Helsingborgs Stadsteater, Jämtlands läns musik och teater och Borås Stadsteater bl.a.

## Filmografi
- 1997 – Beck – Mannen med ikonerna
- 2003 – Hector i Italien
- 2004 – Creepschool (TV-serie)
- 2005 – Styckmordet
- 2005 – Mycke kan hända på 5 sek.
- 2006 – Lite som du (TV-serie)
- 2013 – Återträffen

## Teater

### Roller (ej komplett)
| År   | Roll                                   | Produktion                                                               | Regi                   | Teater                   |
| ---- | -------------------------------------- | ------------------------------------------------------------------------ | ---------------------- | ------------------------ |
| 2000 | Damie                                  | Tartuffe (Tartuffe, ou l'Imposteur) Molière                              | Åsa Melldahl           | Dramaten                 |
| 2000 | Frans flöjt, bälgmakare Filostrat Puck | En midsommarnattsdröm (A Midsummer Night's Dream) William Shakespeare    | John Caird             | Dramaten                 |
| 2001 | Asmodeus                               | Lilla Asmodeus Ulf Stark                                                 | Anna Björk             | Dramaten                 |
| 2001 | Pinocchio                              | Pinocchio Carlo Collodi                                                  | Agneta Ehrensvärd      | Dramaten                 |
| 2002 | Valentine                              | Trettondagsafton (Twelfth Night, or What You Will) William Shakespeare   | John Caird             | Dramaten                 |
| 2003 | Jonathan                               | Farmor och vår Herre Hjalmar Bergman                                     | Christian Tomner       | Dramaten                 |
| 2004 | Billy Polis Jojohn John Fotograf       | A Clockwork Orange 2004 Anthony Burgess                                  | Kasper Bech Holten(da) | Dramaten                 |
| 2008 | Jovan                                  | Ringaren i Notre Dame (Notre-Dame de Paris) Victor Hugo                  | Fransesca Quartey      | Helsingborgs stadsteater |
| 2008 | Kungens livvakt                        | Fyrverkerimakarens dotter (The Firework-Maker's Daughter) Philip Pullman | Anette Norberg         | Helsingborgs stadsteater |
| 2014 | Groucho Marx                           | Bröderna Marx Filip Burman                                               | Josette Bushell-Mingo  | Riksteatern              |